# 舌咽神経痛
舌咽神経痛（ぜついんしんけいつう）とは、舌から喉にかけて分布している神経が、物を噛んだり飲み込んだりした時に痛みが出てくる症状のこと。その原因は血管の圧迫による説が有力で、腫瘍が発見されることもある。中年男性に多く発症する。あくまで症状であり、病名ではない。

## 原因
発症自体が非常に珍しいが、症状の如何を問わず、発症の原因がほとんど不明であるとされる。血管が膨張して神経を圧迫することで起こるのではないかと考えられる。具体的な例では、舌咽神経が分布している先の一つに頭蓋骨の関節の隙間があり、その隙間が普段の生活の中で起こり得る食事の噛み合わせや外傷による「ズレ」が要因となって圧迫されるということがある。

## 特徴
舌咽神経が司る知覚神経、運動神経の他に舌の後方の1/3の味覚を支配しているという特性上、咀嚼行為（物を噛んだり飲み込んだりすること）、生理現象（くしゃみ、せき）によって痛みが引き起こされる。口の中、喉の奥、舌の付け根などに現れる痛みは持続することもあれば、発作的に激しい痛みを伴う場合もある。また程近い耳へ痛みが散ってしまうこともある。

### 合併症
舌咽神経痛は、三叉神経痛（さんさしんけいつう）と合併することもある。また脈拍の低下を引き起こし、その結果、めまい、失神、ふらつきなどの自覚症状から、理解力・記憶力の低下による軽い痴呆状態までの無自覚症状を合併させることもある。

## 治療
とかく原因が不明な場合が多い舌咽神経痛では、メディカルチェックを受けることを最優先とし、薬物治療などの方法が選択されることもあるが、それで完治が難しいようであれば外科手術を施す必要がある。また、「ズレ」による神経痛の場合は頭蓋骨を治療・調整すると痛みが引く場合がある（その後痛みが再発するようであれば他の要因による神経痛であるとされる）。